# Peter Seeberg
Peter Seeberg (22. června 1925 Skydstrup – 8. ledna 1999 Humlebæk) byl dánský spisovatel a dramatik. Je řazen k literárnímu modernismu a jsou mu připisovány inspirace ve francouzském existencialismu. Velkým tématem jeho próz bylo odcizení.
Narodil se v rodině luterského kněze. Jeho deníky později prozradily, že ho kvůli tomu v dětství pronásledoval "žárlivý a pomstychtivý Bůh". Otec zemřel v Peterových dvanácti letech. Poté se s matkou přestěhoval do Haderslevu, kde v roce 1943 složil maturitní zkoušku na střední katedrální škole se zaměřením na archeologii. Ve stejném roce dobrovolně odešel do Berlína, kde pracoval ve filmových studiích UFA, jež v té době produkovaly mnoho propagandistických nacistických snímků. Tato nadlouho zapomenutá epizoda jeho života, stejně jako objevená školní práce, ve které popisoval Adolfa Hitlera jako "démonického i brilantního", vyvolaly po Seebergově smrti diskusi o míře jeho rané fascinace nacismem. Promoval v roce 1951 na Kodaňské univerzitě, když obhájil práci o Friedrichu Nietzschem. Přeložil i jeho aforismy do dánštiny. V roce 1953 byl zaměstnán v Národním muzeu. Roku 1960 se stal kurátorem muzea ve Viborgu (Viborg Stiftsmuseum), kde pak působil až do odchodu do důchodu v roce 1993.
Literárně debutoval v roce 1956 románem Bipersonerne, v němž zpracoval svou zkušenost z konce války v Berlíně, soustředil se na pocity odcizení tam pracujících zahraničních dělníků, tzv. totálně nasazených. V roce 1983 mu byla udělena Literární cena Severské rady za sbírku povídek Om fjorten dage.